# 田中圭一のペンと箸 -漫画家の好物-
『田中圭一のペンと箸 -漫画家の好物-』（たなかけいいちのペンとはし まんがかのこうぶつ）は、田中圭一による日本の漫画。

## 概要
2014年から2016年にかけてぐるなびのグルメ情報サイト『みんなのごはん。』に連載されていた作品。2017年1月に小学館より単行本化された。
作品としては「有名漫画家の二世が語る、子供から見た漫画家の人物」を描く実録漫画と、漫画家のお気に入りの店及び好きな食べ物を紹介する料理・グルメ漫画という2つの側面を持つ。執筆にあたっては、元々田中と懇意である手塚るみ子の協力を仰ぎ、手塚が主宰する「二世会」（漫画家の二世たちによる交流会）のメンバーが多く登場している。当初は「6回ぐらいまで持たせて、その間に別の企画を練る」というその場しのぎのつもりだったというが、好評により全23回の連載となった。
画風についても、パロディ漫画を得意とする田中の画風を利用し、「その回で取り上げた漫画家のタッチに似せた絵を田中が執筆する」という手法を取った。毎回タッチを似せるために一生懸命練習をしていたという。そのため「模写ができない」漫画家については取材対象から外しているほか、模写ができても取材NGの場合もあり、実際に取材までこぎつけられたのは「5回に1回」ぐらい。
本人曰く「今後は私の代表作として（？）胸を張って、このマンガを差し出したい」という。

## 登場する漫画家
※Wikipediaに二世の記事が存在する場合はそれも併記した。
1. ちばてつや
2. 手塚治虫（手塚るみ子）
3. 赤塚不二夫（赤塚りえ子）
4. 山本直樹
5. 西原理恵子
6. ジョージ秋山
7. 江口寿史
8. 吉沢やすみ（大月悠祐子[2]）
9. 池上遼一
10. いがらしゆみこ（いがらし奈波）
11. 魔夜峰央（山田マリエ）
12. ゆでたまご・中井義則（中井光義）
13. 中島徳博
14. 上村一夫
15. かわぐちかいじ
16. 矢口高雄
17. 諸星大二郎
18. 石坂啓
19. 平松伸二
20. 相原コージ
21. うえやまとち
22. 畑中純
23. 永野のりこ（永野希）

## 書誌情報
- 『田中圭一のペンと箸 -漫画家の好物-』- 2017年1月12日発売、ISBN 978-4091893116